# Asteroid-a-Geddon – Der Untergang naht
Asteroid-a-Geddon – Der Untergang naht (Originaltitel: Asteroid-a-Geddon) ist ein US-amerikanischer Katastrophenfilm aus dem Jahr 2020 von Geoff Meed, der auch für das Drehbuch verantwortlich war. Produziert wurde der Film von The Asylum.

## Handlung
Ein gigantischer Asteroid mit einem Durchmesser von fast 500 Kilometern droht in 50 Tagen mit der Erde zu kollidieren, was den Weltuntergang bedeuten würde. Die Großmächte der Erde sind sich allerdings uneins darüber, wie man gegen die kosmische Katastrophe vorgehen soll. Russland favorisiert das Vorhaben, den Himmelskörper mit einer Atomrakete zu zerstören. Wenig später starten sie die Rakete und ziehen ihren Alleingang durch. Als die Atomrakete mit dem Asteroid kollidiert, wird lediglich der äußere Mantel des Himmelskörpers zerstört und die Splitter schießen als Vorbote auf die Erde.
Die Astrogeologin Alexandra „Alex“ Svoboda, Tochter des Multimilliardärs Nikola Svoboda, befindet sich an der Küste, während ihr Vater versucht sie zu warnen, dass sie sich im Epizentrum von Meteoriteneinschlägen befindet. Da die beiden zerstritten sind, geht sie erst nach einiger Zeit ans Handy. Sie verspricht auf sich aufzupassen, aber auch Proben mitzunehmen. Auf ihre Fragen bezüglich seines Gesundheitszustandes verwehrt ihr Vater jede Antwort. Alex und ihr Team bestehend aus Himari, einer langjährigen Freundin von ihr, die sie aufwachsen sah, Roland und Hugo können im letzten Moment eine Probe nehmen, bevor sie vor einem durch einen Meteoriteneinschlag verursachten Tsunami fliehen müssen.
Aufgrund der Probe kann ihr Vater einen Miniatur-Laser entwickeln, bevor er aufgrund einer Krankheit verstirbt. Elaine, seine langjährige Mitarbeiterin und rechte Hand, verkündet Alex den Tod ihres Vaters und schließt sich dem Team an. Im Namen ihres Vaters stellt sie ihren Plan zur Rettung der Welt einem UN-Rat unter der Führung des Vorsitzenden Pleasance vor. Aufgrund ihres unsicheren Auftretens und ihrer an Punks erinnernde Optik, wird sie nicht ernst genommen und von General Quinn und den anderen abgelehnt. Daher beschließt sie einen Alleingang.
Die USA wollen nun mit Hilfe der Raumfähre, die NASA-X-ONE, den Asteroiden mit einer zweiten Atomrakete vernichten. Eine fanatische Sekte unter Führung des ehemaligen Soldaten Malachi will sämtliche Rettungsmaßnahmen sabotieren, um den Tag des Jüngsten Gerichts zu erzwingen. Die dazugehörige Laura hackt deswegen die Kommunikation des Raumschiffs. Auch dadurch scheitert dieser Versuch, sodass sich die UN nun doch dazu gezwungen fühlt, mit Alex zu kooperieren.
Währenddessen werden auch Alex und ihr Team Opfer der Hackerangriffe, können diese aber abwehren. Himari entpuppt sich als Verräterin, die es verhinderte, dass Alex und ihr Team an die benötigten Rohstoffe zu gelangen, um einen funktionierenden Laser zu bauen. Nachdem sich Alex der UN anschließt, schafft sie es tatsächlich den Laser zu erbauen und ihn ins All zu schießen. Leider reicht seine Kraft nicht dazu aus, den Asteroiden zu vernichten. Der Laser überhitzt und geht kaputt.
Der Einschlag steht nun kurz bevor. Ein zweiter, stärkerer Laser, der von der Erde aus abgefeuert wird, soll nun die Erlösung bringen. Laura, die den Standort ermitteln konnte, teilt diesen Malachi mit, der das Vorhaben verhindern will. Er attackiert Alex, während Laura den PC des Teams hackt. Der Hackerangriff kann erneut abgewehrt werden und Alex kann sich ebenfalls gegen ihren Angreifer dank ihrer Selbstverteidigungskenntnisse behaupten. Der Laserstrahl ist stark genug und vernichtet den Asteroiden. Das Team erlangt Heldenstatus.

## Hintergrund
Der Film wurde in Kalifornien gedreht. Er erschien in den USA am 23. Oktober 2020, am 17. Juni 2021 erschien der Film im deutschen Videoverleih. Am 27. Juli 2021 erfolgte die deutsche Free-TV-Premiere auf Tele 5.

## Rezeption
„Billiger und langweiliger Katastrophen-Humbug, mit dem die Trash-Schmiede The Asylum einmal mehr das Asteroiden-Filmuntergenre zu melken versucht. Die schlecht getricksten Weltall-Actionmomente stehen dabei noch nicht einmal im Vordergrund, sondern sind zweitrangig hinter endlos banalen Dialog-Sequenzen.“

„Verspäteter „Armageddon“-Trash-Klon.“

B&S About Movies schreibt Dieser Film hat zwei Dinge, die für ihn sprechen: Eric Roberts und einen fähigen Regisseur. Nerdly ergänzt außerdem, Alles in diesem Film ist angelehnt an das heutige gesellschaftspolitische Klima... und das ist eine brillante Abwechslung.
In der Internet Movie Database erreicht der Film bei über 380 Stimmen eine miserable Wertung von 2,4 von 10,0.